# Prinia robertsi
Prinia robertsi là một loài chim trong họ Cisticolidae.